# Tobias Buck-Gramcko
Tobias Buck-Gramcko (Gotinga, 1 de enero de 2001) es un deportista alemán que compite en ciclismo en las modalidades de pista y ruta.
Ganó una medalla de plata en el Campeonato Europeo de Ciclismo en Pista de 2023, en la prueba de persecución individual. En ruta obtuvo una medalla de oro en el Campeonato Europeo de Ciclismo en Ruta de 2022, en la prueba de contrarreloj por relevos mixtos sub-23.

## Medallero internacional
| Campeonato Europeo | Campeonato Europeo | Campeonato Europeo | Campeonato Europeo     |
| Año                | Lugar              | Medalla            | Competición            |
| ------------------ | ------------------ | ------------------ | ---------------------- |
| 2023               | Grenchen (Suiza)   | Medalla de bronce  | Persecución individual |

| Campeonato Europeo | Campeonato Europeo | Campeonato Europeo | Campeonato Europeo                     |
| Año                | Lugar              | Medalla            | Competición                            |
| ------------------ | ------------------ | ------------------ | -------------------------------------- |
| 2022               | Anadia (Portugal)  | Medalla de oro     | Contrarreloj por relevos mixtos sub-23 |